# 4311 Згуріді
4311 Згуріді (4311 Zguridi) — астероїд головного поясу, відкритий 26 вересня 1978 року.
Тіссеранів параметр щодо Юпітера — 3,480.